# 茅ヶ崎市立病院
茅ヶ崎市立病院（ちがさきしりつびょういん）は、神奈川県茅ヶ崎市にある医療機関。茅ヶ崎市病院事業の設置等に関する条例（昭和41年12月13日条例第40号）に基づき、茅ヶ崎市が国民健康保険事業の一環として運営する病院である。藤沢市民病院とともに、湘南東部保健医療圏における災害医療拠点病院に指定されている。従来は297床（一般病床291床、伝染病床6床）で運営していたが、2004年4月の新病棟完成により、401床に増床した。

## 診療科
- 総合内科
- 神経内科
- 呼吸器内科
- 消化器内科
- 代謝内分泌内科
- 循環器内科
- 腎臓内科
- 小児科
- 一般・消化器外科
- 呼吸器外科
- 整形外科
- 脳神経外科
- 皮膚科
- 泌尿器科
- 産婦人科
- 眼科
- 耳鼻咽喉科
- リハビリテーション科
- 放射線科
- 麻酔科
- 健康管理科

## 医療機関の指定等
- 保険医療機関
- 救急告示医療機関
- 労災保険指定医療機関
- 指定自立支援医療機関（更生医療・育成医療・精神通院医療）
- 身体障害者福祉法指定医の配置されている医療機関
- 生活保護法指定医療機関
- 結核指定医療機関
- 指定養育医療機関
- 原子爆弾被爆者一般疾病医療取扱医療機関
- 母体保護法指定医の配置されている医療機関
- 災害拠点病院
- 臨床研修指定病院
- 特定疾患治療研究事業委託医療機関
- DPC対象病院
- 小児慢性特定疾患治療研究事業委託医療機関

## 交通アクセス
- JR東日本相模線北茅ケ崎駅下車、徒歩10分。
- JR東日本東海道本線（上野東京ライン・湘南新宿ライン）茅ケ崎駅より神奈川中央交通バス辻09・茅14・藤21系統で市立病院下車。
- 東海道本線辻堂駅より神奈川中央交通バス辻08・09・藤21系統で市立病院下車。
- 相模線香川駅より茅ヶ崎市コミュニティバスえぼし号で市立病院下車。